# Virus (film din 1995)
Virus este un film de televiziune din 1995, cu Nicollette Sheridan, William Devane, Stephen Caffrey⁠(d), Dakin Matthews⁠(d), Kurt Fuller, Barry Corbin⁠(d) și William Atherton⁠(d) în rolurile principale. A fost regizat de Armand Mastroianni⁠(d) și scris de Robin Cook și Roger Young, bazat pe romanul lui Cook din 1987, Outbreak. Filmul a fost lansat și pe DVD ca Formula for Death.

## Rezumat
Este bazat pe romanul de ficțiune medicală Outbreak scris de Robin Cook.

### Roman
Când directorul unei clinici de întreținere a sănătății din Los Angeles moare din cauza unui virus netratabil și agresiv care ucide și șapte dintre pacienții săi, Centrul pentru Prevenirea și Controlul Bolilor (CDC) din Atlanta răspunde cu o stare de alertă maximă. CDC desemnează pe epidemiologul Dr. Marissa Blumenthal să investigheze. Ceea ce pare inițial a fi doar o sperietură se extinde rapid pe măsură ce focare similare apar în zone geografice neînrudite din întreaga țară. Fiecare focar are caracteristici comune: locațiile sunt întotdeauna unități de îngrijire a sănătății, iar victimele sunt exclusiv medici și pacienții lor.
Pe măsură ce numărul morților crește, Blumenthal descoperă indicii care sugerează implicarea umană deliberată. Investigația ei o duce în lumea medicală și farmaceutică.

## Distribuție
- Nicollette Sheridan ca Marissa Blumenthal
- William Devane ca Dr. Harbuck
- Stephen Caffrey ca Tad
- Dakin Matthews ca Dr. Dubcheck
- Kurt Fuller ca Dr. Williams
- Barry Corbin ca Dr. Clayman
- William Atherton ca Dr. Reginald Holloway
- Joe Minjanes ca Dr. Newman

## Recepție
Todd Everett de la Variety a afirmat: „Reducând pericolul la nivelul melodramei personale, atât lungmetrajul, cât și filmul TV trivializează amenințarea din viața reală, care este destul de înfricoșătoare în sine.”
John J. O'Connor de la The New York Times a considerat povestea absurdă.
Chris Willman de la Los Angeles Times a scris că Mastroianni „încearcă să adauge suspansul unei femei aflate în pericol în intriga ridicolă, cu un efect antidotal minim. Pregătiți-vă pentru o izbucnire de râsete”.